# Skaliczek
Skaliczek (Pronolagus) – rodzaj ssaków z rodziny zającowatych (Leporidae).

## Rozmieszczenie geograficzne
Rodzaj obejmuje gatunki występujące w wyłącznie skalistych siedliskach Afryki, głównie jej południowej części.

## Opis
Długość ciała (bez ogona) 380–560 mm, długość ogona 35–135 mm, długość ucha 60–110 mm, długość tylnej stopy 57–125 mm; masa ciała 1,4–3,1 kg. Przestrzeń mezopterygoidalna (mesopterygoid space) zawsze węższa niż najmniejsza długość podniebienia twardego. Żłobienia na przedniej stronie górnych siekaczy głównych niewypełnione cementem. U osobników dorosłych brak kości międzyciemieniowej. Tylne kończyny tylko nieco dłuższe od przednich. Ogon jednolitej, rudej lub rudoczarnej barwy. Spód ciała i kończyny z zauważalnym rudym lub czerwonawym zabarwieniem. Plemniki o stosunkowo długich akrosomach. Zestaw chromosomów 2n = 42. Od przedstawicieli rodzaju Bunolagus odróżnia je m.in. brak ciemnobrązowego pasa ciągnącego się od dolnej krawędzi szczęki ku nasadzie ucha.

## Biologia i ekologia i zasięg
Charakteryzują się zdolnością do biegania i skakania wśród kamieni i skał. Tworzą małe kolonie, co może mieć związek z ograniczoną powierzchnią zajmowanych przez nie habitatów. Należą do gniazdowników i wydają na świat mało liczebne mioty. Ich gniazda wymoszczone są sierścią.

## Systematyka
Rodzaj zdefiniował w 1904 roku amerykański przyrodnik Marcus Ward Lyon w artykule zatytułowanym Klasyfikacja zajęcy i ich pobratymców, opublikowanym w czasopiśmie „Smithsonian Miscellaneous Collections”. Gatunkiem typowym jest (oryginalne oznaczenie) skaliczek natalski (P. crassicaudatus).

### Etymologia
Pronolagus: gr. προνο- prono- ‘przed’, od προνοεω pronoeō ‘przewidzieć’; λαγoς lagos ‘zając’.

### Podział systematyczny
Roberts w 1951 roku wyróżnił 6 gatunków z tego rodzaju, zaś Ellerman i współpracownicy w 1953 roku tylko trzy. Trzy współcześnie żyjące gatunki wyróżnia także Mammal Species of the World, jednak część współczesnych autorów wynosi do rangi niezależnego gatunku jeszcze P. saundersiae, który według Mammal Species of the World stanowi podgatunek P. rupestris. Wersja podziału z czterema żyjącymi współcześnie gatunkami przedstawia się następująco:
| Grafika | Gatunek                   | Autor i rok opisu                 | Nazwa zwyczajowa        | Podgatunki         | Rozmieszczenie geograficzne | Podstawowe wymiary                        | Status IUCN |
| ------- | ------------------------- | --------------------------------- | ----------------------- | ------------------ | --- | ----------------------------------------- | ----------- |
|         | Pronolagus randensis      | H.L. Jameson, 1907                | skaliczek rdzawobrązowy | 3 podgatunki       | 2 populacje: środkowa i północno-zachodnia Namibia (być może południowo-zachodnia Angola) i Zimbabwe do północno-wschodniej Zambii, zachodnia Mozambik i wschodnia Botswana                                                  | DC: 42–50 cm DO: 6–13,5 cm MC: 1,8–3 kg   | LC          |
|         | Pronolagus crassicaudatus | (I. Geoffroy Saint-Hilaire, 1832) | skaliczek natalski      | 2 podgatunki       | skrajnie południowy Mozambik, Eswatini, wschodnia i południowo-wschodnia Południowa Afryka (prowincje Mpumalanga, KwaZulu-Natal i Prowincja Przylądkowa Wschodnia) oraz wschodnie Lesotho; zakres wysokości: 0–1550 m n.p.m. | DC: 46–56 cm DO: 3,5–11 cm MC: 2,4–3,1 kg | LC          |
|         | Pronolagus rupestris      | (A. Smith, 1834)                  | skaliczek rudonogi      | 4 podgatunki       | 2 populacje: południowo-zachodnia Kenia do północno-zachodniej Zambii oraz północnej i północno-zachodniej Południowej Afryki; zapisy z południowej Namibii                                                                  | DC: 38–54 cm DO: 5–11,5 cm MC: 1,4–2,1 kg | LC          |
|         | Pronolagus saundersiae    | Hewitt, 1927                      | skaliczek przylądkowy   | gatunek monotypowy | górzyste obszary w Południowej Afryce, Lesotho i zachodnim Eswatini | DC: 38–54 cm DO: 5–11,5 cm MC: 1,4–2,1 kg | LC          |

Kategorie IUCN:  LC  – gatunek najmniejszej troski.
Opisano również gatunek wymarły z wczesnego plejstocenu Angoli:
- Pronolagus humpatensis Şen & Pickford, 2022